# Regierung Haughey I
Die Regierung Haughey I war die 16. Regierung der Republik Irland, sie amtierte vom 11. Dezember 1979 bis zum 30. Juni 1981.
Nach vier Jahren in der Opposition gewann Fianna Fáil (FF) bei der Parlamentswahl am 16. Juni 1977 wieder die absolute Mehrheit und stellte 84 von 148 Abgeordneten. Jack Lynch, bereits von 1966 bis 1973 Taoiseach (Ministerpräsident), wurde am 5. Juli 1977 mit 82 gegen 61 Stimmen vom Dáil Éireann (Unterhaus des irischen Parlaments) zum Regierungschef gewählt. Am 11. Dezember 1979 trat Jack Lynch zurück. Der Minister für Gesundheit und Soziales, Charles Haughey, wurde mit 82 gegen 62 Stimmen vom Dáil zum Nachfolger gewählt. Die Minister wurden am Folgetag vom Parlament gewählt und vom Präsidenten ernannt. Die Staatsminister wurden am 13. Dezember ernannt.

## Zusammensetzung
| Minister                                                                                       | Minister               | Minister | Minister          | Minister | Minister          |
| Amt                                                                                            | Name                   | Partei   | Amtszeit          | Amtszeit | Amtszeit          |
| ---------------------------------------------------------------------------------------------- | ---------------------- | -------- | ----------------- | -------- | ----------------- |
| Taoiseach (Ministerpräsident)                                                                  | Charles Haughey        | FF       | 11. Dezember 1979 | –        | 30. Juni 1981     |
| Tánaiste (Vizeministerpräsident)                                                               | George Colley          | FF       | 12. Dezember 1979 | –        | 30. Juni 1981     |
| Minister für Tourismus und Verkehr                                                             | George Colley          | FF       | 12. Dezember 1979 | –        | 25. Januar 1980   |
| Energieminister                                                                                | Michael O’Kennedy      | FF       | 21. Januar 1980   | –        | 22. Januar 1980   |
| Energieminister                                                                                | George Colley          | FF       | 22. Januar 1980   | –        | 30. Juni 1981     |
| Minister für Post und Telegraphie                                                              | Albert Reynolds        | FF       | 12. Dezember 1979 | –        | 30. Juni 1981     |
| Verkehrsminister                                                                               | Albert Reynolds        | FF       | 25. Januar 1980   | –        | 30. Juni 1981     |
| Außenminister                                                                                  | Brian Lenihan          | FF       | 12. Dezember 1979 | –        | 30. Juni 1981     |
| Verteidigungsminister                                                                          | Pádraig Faulkner       | FF       | 12. Dezember 1979 | –        | 15. Oktober 1980  |
| Verteidigungsminister                                                                          | Sylvester Barrett      | FF       | 15. Oktober 1980  | –        | 30. Juni 1981     |
| Minister für Industrie, Handel und Energie                                                     | Desmond O’Malley       | FF       | 12. Dezember 1979 | –        | 23. Januar 1980   |
| Minister für Industrie, Handel und Tourismus                                                   | Desmond O’Malley       | FF       | 23. Januar 1980   | –        | 30. Juni 1981     |
| Justizminister                                                                                 | Gerard Collins         | FF       | 12. Dezember 1979 | –        | 30. Juni 1981     |
| Minister für den öffentlichen Dienst                                                           | Michael O’Kennedy      | FF       | 12. Dezember 1979 | –        | 24. März 1980     |
| Minister für den öffentlichen Dienst                                                           | Gene FitzGerald        | FF       | 24. März 1980     | –        | 30. Juni 1981     |
| Minister für Wirtschaftsplanung und Entwicklung                                                | Michael O’Kennedy      | FF       | 12. Dezember 1979 | –        | 21. Januar 1980   |
| Finanzminister                                                                                 | Michael O’Kennedy      | FF       | 12. Dezember 1979 | –        | 16. Dezember 1980 |
| Finanzminister                                                                                 | Gene FitzGerald        | FF       | 16. Dezember 1980 | –        | 30. Juni 1981     |
| Arbeitsminister                                                                                | Gene FitzGerald        | FF       | 12. Dezember 1979 | –        | 16. Dezember 1980 |
| Arbeitsminister                                                                                | Tom Nolan              | FF       | 16. Dezember 1980 | –        | 30. Juni 1981     |
| Bildungsminister                                                                               | John P. Wilson         | FF       | 12. Dezember 1979 | –        | 30. Juni 1981     |
| Umweltminister                                                                                 | Sylvester Barrett      | FF       | 12. Dezember 1979 | –        | 15. Oktober 1980  |
| Umweltminister                                                                                 | Ray Burke              | FF       | 15. Oktober 1980  | –        | 30. Juni 1981     |
| Landwirtschaftsminister                                                                        | Ray MacSharry          | FF       | 12. Dezember 1979 | –        | 30. Juni 1981     |
| Ministerin für die Gaeltacht                                                                   | Máire Geoghegan-Quinn  | FF       | 12. Dezember 1979 | –        | 30. Juni 1981     |
| Gesundheitsminister                                                                            | Michael Woods          | FF       | 12. Dezember 1979 | –        | 30. Juni 1981     |
| Sozialminister                                                                                 | Michael Woods          | FF       | 12. Dezember 1979 | –        | 30. Juni 1981     |
| Minister für Fischerei und Forsten                                                             | Patrick Power          | FF       | 12. Dezember 1979 | –        | 30. Juni 1981     |
| Staatsminister                                                                                 |                        |          |                   |          |                   |
| Amt                                                                                            | Name                   | Partei   | Amtszeit          | Amtszeit | Amtszeit          |
| Staatsminister beim Taoiseach Staatsminister im Verteidigungsministerium                       | Seán Moore             | FF       | 13. Dezember 1979 | –        | 30. Juni 1981     |
| Staatsminister im Umweltministerium                                                            | Jackie Fahey           | FF       | 13. Dezember 1979 | –        | 30. Juni 1981     |
| Staatsminister im Umweltministerium                                                            | Ger Connolly           | FF       | 13. Dezember 1979 | –        | 30. Juni 1981     |
| Staatsminister im Bildungsministerium                                                          | Jim Tunney             | FF       | 13. Dezember 1979 | –        | 30. Juni 1981     |
| Staatsminister im Landwirtschaftsministerium                                                   | Thomas Hussey          | FF       | 13. Dezember 1979 | –        | 17. Dezember 1980 |
| Staatsminister im Landwirtschaftsministerium                                                   | Michael Smith          | FF       | 17. Dezember 1980 | –        | 30. Juni 1981     |
| Staatsminister im Landwirtschaftsministerium                                                   | Lorcan Allen           | FF       | 13. Dezember 1979 | –        | 30. Juni 1981     |
| Staatsminister im Ministerium für Industrie, Handel und Energie                                | Ray Burke              | FF       | 13. Dezember 1979 | –        | 15. Oktober 1980  |
| Staatsminister im Ministerium für Industrie, Handel und Energie                                | Denis Gallagher        | FF       | 15. Oktober 1980  | –        | 30. Juni 1981     |
| Staatsminister im Ministerium für Industrie, Handel und Energie                                | Thomas Meaney          | FF       | 25. März 1980     | –        | 30. Juni 1981     |
| Staatsminister im Finanzministerium                                                            | Thomas McEllistrim Jr. | FF       | 13. Dezember 1979 | –        | 30. Juni 1981     |
| Staatsminister im Ministerium für den öffentlichen Dienst Staatsminister im Arbeitsministerium | Seán Calleary          | FF       | 13. Dezember 1979 | –        | 30. Juni 1981     |
| Staatsminister im Ministerium für Post und Telegraphie                                         | Mark Killilea, Jr.     | FF       | 13. Dezember 1979 | –        | 30. Juni 1981     |
| Staatsminister im Gesundheitsministerium Staatsminister im Sozialministerium                   | Tom Nolan              | FF       | 25. März 1980     | –        | 16. Dezember 1980 |
| Staatsminister im Gesundheitsministerium Staatsminister im Sozialministerium                   | Thomas Hussey          | FF       | 17. Dezember 1980 | –        | 30. Juni 1981     |
| Staatsminister im Arbeitsministerium                                                           | Brendan Daly           | FF       | 25. März 1980     | –        | 30. Juni 1981     |
| Staatsminister im Verkehrsministerium                                                          | Pádraig Flynn          | FF       | 25. März 1980     | –        | 30. Juni 1981     |
| Staatsminister im Justizministerium                                                            | Seán Doherty           | FF       | 25. März 1980     | –        | 30. Juni 1981     |

## Umbesetzungen
Das Ministerium für Wirtschaftsplanung und Entwicklung wurde am 21. Januar 1980 in Ministerium für Energie umbenannt, das Ministerium für Industrie, Handel und Energie wurde am 23. Januar in Ministerium für Industrie, Handel und Tourismus umbenannt. Am 24. Januar 1980 wurde das Ministerium für Verkehr und Tourismus zum Verkehrsministerium. Der Minister für Verkehr und Tourismus, George Colley übernahm am 22. Januar das Energieministerium. Der Minister für Post und Telegraphie, Albert Reynolds, übernahm am 25. Januar zusätzlich das Verkehrsressort.
Im Ministerium für den öffentlichen Dienst wurde Michael O’Kennedy am 24. März 1980 durch Gene FitzGerald abgelöst.
Am 25. März 1980 wurde fünf zusätzliche Staatsminister ernannt.
Verteidigungsminister Pádraig Faulkner trat am 15. Oktober 1980 zurück und wurde zum Ceann Comhairle (Präsident des Dáil Éireann) gewählt. Das Verteidigungsressort übernahm Umweltminister Sylvester Barrett, Ray Burke wurde neuer Umweltminister.
Finanzminister Michael O’Kennedy trat am 16. Dezember zurück und wurde Mitglied der Europäischen Kommission. Das Finanzministerium übernahm Arbeitsminister Gene FitzGerald, der Minister für den öffentlichen Dienst blieb. Neuer Arbeitsminister wurde Tom Nolan, bisher Staatsminister im Gesundheits- und Sozialministerium. Staatsminister im Landwirtschaftsministerium wurde Michael Smith, der bisherige Amtsinhaber Thomas Hussey wurde Nachfolger von Tom Nolan.